# 基斯卡潘帕山
15°27′48″S 72°06′29″W / 15.46333°S 72.10806°W

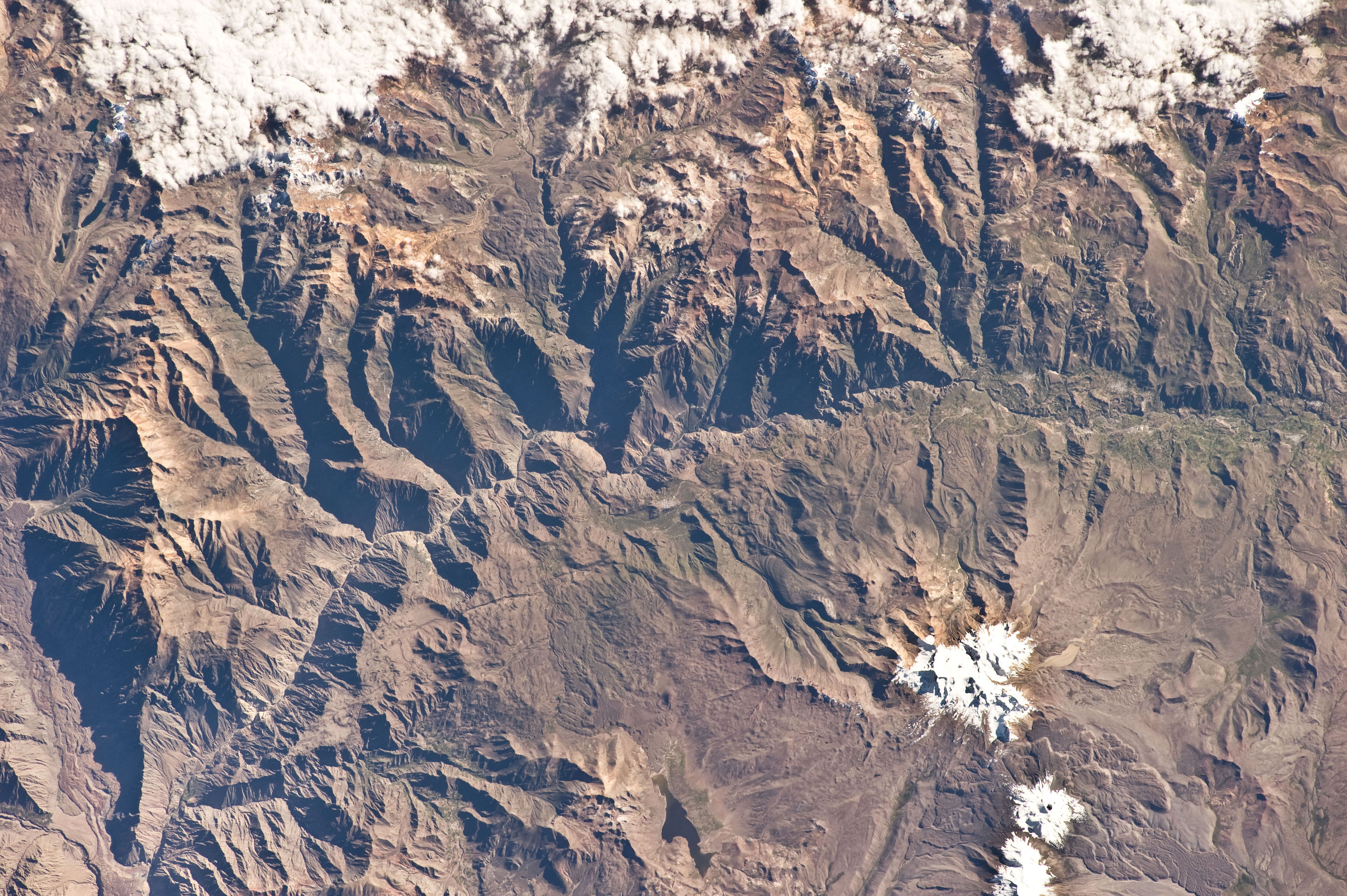

基斯卡潘帕山（Quiscapampa），是秘魯的山峰，位於該國南部阿雷基帕大區，由卡斯蒂利亞省的喬科區負責管轄，屬於奇拉山脈的一部分，海拔高度5,400米。